# Сафди, Моше
Моше Сафди (англ. Moshe Safdie) (род. 14 июля 1938, Хайфа, Палестина (ныне Израиль)) — израильский, канадский и американский архитектор. Кавалер Золотой медали Американского института архитектуры (2015).

## Биография
Моше Сафди родился в 1938 году в Хайфе, старший сын в семье выходцев из Сирии. Отец, Леон, уроженец Алеппо, торговец текстилем. Мать, Рахель, из семьи выходцев из Алеппо, поселившейся в Англии, работала секретарём. Родители познакомились и начали семейную жизнь в Палестине. В возрасте 15 лет Моше Сафди переехал вместе с родителями в Монреаль (Канада). Окончил Университет Макгилла по специальности «Архитектура» в 1961 году и практиковался под руководством Луиса Кана в Филадельфии.
Когда ему было 24 года, его дипломная работа была выбрана для осуществления на Всемирной выставке 1967 года (Expo 67), проходившей в Монреале. Этот проект под названием Хабитат 67 (англ. Habitat 67) представляет собой жилой комплекс, сооружённый из объёмных элементов, которые установлены на место подобно блокам конструктора Lego. В 1967 году Моше вернулся в Израиль, где участвовал в восстановлении старого Иерусалима. В 1978 году переехал в США в связи с преподаванием в Гарвардском университете.
Проживает в Кембридже (Массачусетс, США), является гражданином Канады, Израиля и Соединённых Штатов. Его компания, Moshe Safdie and Associates, Inc., имеет филиалы в Торонто и Иерусалиме.

## Семья
Первая жена (1959—1981) — Нина Нусимович, двое детей — дочь Тааль, архитектор, и сын Орен, драматург. Вторая жена — Михаль Роннен, израильский фотограф, дочь художницы Веры Роннен (1930—2015);  две дочери.
Внучатые племянники — братья Бенджамин и Джошуа Сафди, режиссёры.

## Избранные проекты и постройки
- Мемориальный комплекс Халза. Анандпур, Пенджаб, Индия
- Хабитат 67. Жилищный комплекс на всемирной выставке Expo 67. Монреаль, Канада
- Культурный центр Кирбол (англ. Skirball Cultural Center). Лос-Анджелес, Калифорния, США
- Музей искусств Телфар (Telfair). Саванна, Джорджия, США
- План города Модиин. Израиль
- Бывшее здание Сити-холла. Оттава, Канада (вместе с Корнелией Оберландер)
- Национальная галерея Канады (англ. The National Gallery of Canada). Оттава, Канада (вместе с Корнелией Оберландер)
- В комплексе Яд ва-Шем: несколько главных зданий, включая Детский мемориал[7] и новый центральный музей[8], а также Вагон для перевозки скота — мемориал депортированным[7]. Иерусалим, Израиль
- Здание Еврейского объединённого колледжа. Иерусалим, Израиль
- Центр Мамилла и Посёлок Давида (англ. Mamilla Centre and David’s Village). Иерусалим, Израиль
- Библиотечная площадь. Ванкувер, Канада (вместе с Корнелией Оберландер)
- Центр исполнительского искусства. Ванкувер, Канада
- Здание публичной библиотеки. Солт-Лэйк-Сити, США
- Пристройка к аэровокзалу номер 3. Международный аэропорт имени Давида Бен-Гуриона, Израиль
- Курортное здание и казино «Marina Bay Sands». Сингапур
- Центр исполнительского мастерства Кауффмана (англ. Kauffman Center for the Performing Arts). Канзас-Сити, США
- Комплекс зданий Еврейского колледжа. Ньютон (Массачусетс), США
- Международный аэропорт Персон (совместно со Скидмор, Оуингс и Мэррил). Торонто, Канада
- Молельня коммерческой школы Гарварда, выпуска 1959. Кембридж (Массачусетс), США
- Могила Ицхака и Леи Рабин. Тель-Авив, Израиль
- Павильон «Jean-Noël Desmarais», музея Изобразительных искусств. Монреаль, Канада
- Американский Институт Мира. Вашингтон, США
- Комплекс зданий колледжа имени Элеоноры Рузвельт. Сан-Диего, США
- Музей науки и исследований. Вичита, Канзас, США
- Здание Окружного суда Соединённых Штатов. Спрингфилд (Массачусетс), США
- Штаб-квартира бюро алкоголя, табака, оружия и взрывчатых веществ. Вашингтон, США
- Комплекс кондоминиумов «The Esplanade». Кембридж (Массачусетс), США
- Музей цивилизации. Квебек, Канада